# Cannes Man
Cannes Man è un film del 1996, diretto da Richard Martini.
Il film, con protagonisti Seymour Cassel e Francesco Quinn, presenta anche più di 15 famosi attori di Hollywood (per lo più cameo), tra cui Johnny Depp, Jon Cryer, Benicio del Toro, John Malkovich, Dennis Hopper, Kevin Pollak, Jim Jarmusch e Chris Penn che interpretano se stessi.
Il film è stato distribuito direttamente in DVD in molti paesi.

## Trama
Frank "Rhino" Rhinoslavsky è un tassista part-time a New York, che vuole entrare nel mondo del cinema. Lui non ha nulla da offrire, e pensa che può solo iniziare come scrittore. L'opportunità bussa alla porta di Frank quando va al Festival di Cannes.
Così, incontra Sy Lerner, un perdente nel mondo del cinema costato ai produttori parecchi soldi. Lerner fa una scommessa con un suo amico che può prendere qualsiasi uomo dalla strada e trasformarlo nel più grande divo. E Frank è il suo uomo.
Sy Lerner assume Frank come suo "progetto". Egli mostra a Frank come vestirsi e comportarsi, gli dice come reagire quando viene intervistato ecc. Poi Sy Lerner si presenta con la rampa di lancio per la reputazione di Frank, nominandolo scrittore di un nuovo film. Solo che il film non esiste e Frank non è uno scrittore. Ma insieme riescono a metter su qualcosa superando grandi produzioni e attori famosi (tra cui Johnny Depp e Jim Jarmusch). Interviste, conferenze stampa, tutto: Frank è l'"Uomo di Cannes", e non ha dovuto fare molto per ottenerlo.

## Produzione
Il film è stato girato a Cannes, Alpi Marittime, Francia.